# Догана ди Тиљио (Пиза)
Догана ди Тиљио је насеље у Италији у округу Пиза, региону Тоскана.
Према процени из 2011. у насељу је живело 16 становника. Насеље се налази на надморској висини од 21 м.